# Birendranagar
Birendranagar (en népalais : वीरेन्द्रनगर) est une municipalité du Népal, chef-lieu du district de Surkhet. Au recensement de 2011, elle comptait 47 914 habitants. En février 2018, la ville devint la capitale de la province de Karnali. Birendranagar a été nommée en l'honneur du feu roi Birendra, qui l'avait planifiée et établie comme la première ville planifiée du Népal. Birendranagar est situé dans la vallée de Surkhet et est entouré de collines. La municipalité de Birendranagar comprend un comité de développement de village composé de Uttarganga, Latikoili.

## Démographie
Birendranagar et les environs de Surkhet étaient historiquement les terres du Tharu et de la Rajhi locale ; cependant, la région a connu une migration accrue en provenance des régions montagneuses environnantes ainsi que d'autres régions du pays, bien que des conditions politiques instables aient affecté Birendranagar. La population de la ville est d'environ 55 000 habitants. Les villageois des petites communautés environnantes migrent là-bas à la recherche de sécurité et d'opportunités accrues.

## Climat
Pour un article plus général, voir Climat du Népal.
La température la plus élevée jamais enregistrée à Birendranagar était de 41,8 °C le 5 mai 1999, tandis que la température la plus basse jamais enregistrée était de −0,7 °C le 9 janvier 2013.